# Rhys Norrington-Davies
Rhys Llewelyn Norrington-Davies (Riad, 22 aprile 1999) è un calciatore gallese, difensore dello Sheffield Utd.

## Biografia
Norrington-Davies è nato a Riad da genitori gallesi, che si trovavano lì in quanto il padre era in servizio con l'esercito britannico. Per via del lavoro del padre è cresciuto in più città, muovendosi prima in Kenya e poi Londra e ad Aberystwyth (quest'ultima è la città di cui sono originari i suoi genitori).

## Caratteristiche tecniche
Di un terzino sinistro, dispone di buona velocità ed è abile nel fornire assist. Di piede mancino, è un giocatore energico, forte fisicamente e dotato di un buon controllo palla, oltre a essere abile nei lanci.

## Carriera

### Club
Cresciuto nei settori giovanili dell'Aberystwyth Town e del Merstham, successivamente viene acquistato dallo Swansea City, in cui milita per poco tempo per poi accasarsi dello Sheffield Utd. Ceduto in prestito al Barrow, ha giocato il suo primo incontro ufficiale il 15 settembre 2018 pareggiando 1-1 contro il Boreham Wood in National League.
Il 2 luglio 2019 viene ceduto in prestito al Rochdale. Il 3 agosto seguente debutta con il club contro il Tranmere, realizzando la sua prima rete tra i professionisti nel successo per 2-3 della squadra.
Il 3 settembre 2020 viene ceduto in prestito al Luton Town. Nel mentre, il 9 dicembre, ha rinnovato il suo contratto con lo Sheffield fino al 2024.
Dopo avere collezionato 18 presenze con il Luton, il 12 gennaio 2021 viene richiamato dallo Sheffield, che il giorno stesso lo cede nuovamente a titolo temporaneo, questa volta allo Stoke City.

### Nazionale
Dopo avere giocato per le selezioni under-19 e under-21 del Galles, il 30 settembre 2020 viene convocato per la prima volta dalla nazionale maggiore, con cui ha debuttato il 14 ottobre seguente giocando l'incontro di Nations League vinto 0-1 contro la Bulgaria.
Successivamente viene convocato per il Campionato europeo di calcio 2020.
L'8 giugno 2022 segna il suo primo gol contro i Paesi Bassi al 2º minuto di recupero del secondo tempo in una gara valida per i gironi della UEFA Nations League portando il punteggio sull'1-1; tuttavia la sua rete è stata vana in quanto 2 minuti dopo Wout Weghorst ha realizzato la rete del decisivo 1-2 degli olandesi.

## Statistiche
Statistiche aggiornate al 10 maggio 2021.

### Presenze e reti nei club
| Stagione        | Squadra         | Campionato      | Campionato | Campionato | Coppe nazionali | Coppe nazionali | Coppe nazionali | Coppe continentali | Coppe continentali | Coppe continentali | Altre coppe | Altre coppe | Altre coppe | Totale | Totale | Totale |
| Stagione        | Squadra         | Comp            | Pres       | Reti       | Comp            | Pres            | Reti            | Comp               | Pres               | Reti               | Comp        | Pres        | Reti        | Pres   | Reti   |        |
| --------------- | --------------- | --------------- | ---------- | ---------- | --------------- | --------------- | --------------- | ------------------ | ------------------ | ------------------ | ----------- | ----------- | ----------- | ------ | ------ | ------ |
| 2018-2019       | Barrow          | NAT             | 28         | 0          | FACup           | 1               | 0               |                    | -                  | -                  | FA Trophy   | 0           | 0           | 29     | 0      |        |
| 2019-2020       | Rochdale        | FL1             | 27         | 1          | FACup+CdL       | 4+2             | 0               |                    | -                  | -                  | EFL Trophy  | 1           | 0           | 34     | 1      |        |
| 2020-gen. 2021  | Luton Town      | FLC             | 18         | 0          | FACup+CdL       | 1+3             | 0               |                    | -                  | -                  |             | -           | -           | 22     | 0      |        |
| gen.-giu. 2021  | Stoke City      | FLC             | 20         | 1          | FACup+CdL       | -               | -               |                    | -                  | -                  |             | -           | -           | 20     | 1      |        |
| Totale carriera | Totale carriera | Totale carriera | 93         | 2          |                 | 11              | 0               |                    | -                  | -                  |             | 1           | 0           | 105    | 2      |        |

### Cronologia presenze e reti in nazionale
| Cronologia completa delle presenze e delle reti in nazionale ― Galles | Cronologia completa delle presenze e delle reti in nazionale ― Galles | Cronologia completa delle presenze e delle reti in nazionale ― Galles | Cronologia completa delle presenze e delle reti in nazionale ― Galles | Cronologia completa delle presenze e delle reti in nazionale ― Galles | Cronologia completa delle presenze e delle reti in nazionale ― Galles | Cronologia completa delle presenze e delle reti in nazionale ― Galles | Cronologia completa delle presenze e delle reti in nazionale ― Galles |
| Data                                                                  | Città                                                                 | In casa                                                               | Risultato                                                             | Ospiti                                                                | Competizione                                                          | Reti                                                                  | Note                                                                  |
| --------------------------------------------------------------------- | --------------------------------------------------------------------- | --------------------------------------------------------------------- | --------------------------------------------------------------------- | --------------------------------------------------------------------- | --------------------------------------------------------------------- | --------------------------------------------------------------------- | --------------------------------------------------------------------- |
| 14-10-2020                                                            | Sofia                                                                 | Bulgaria                                                              | 0 – 1                                                                 | Galles                                                                | UEFA Nations League 2020-2021 - 1º turno                              | -                                                                     |                                                                       |
| 15-11-2020                                                            | Cardiff                                                               | Galles                                                                | 1 – 0                                                                 | Irlanda                                                               | UEFA Nations League 2020-2021 - 1º turno                              | -                                                                     | 62’                                                                   |
| 18-11-2020                                                            | Cardiff                                                               | Galles                                                                | 3 – 1                                                                 | Finlandia                                                             | UEFA Nations League 2020-2021 - 1º turno                              | -                                                                     |                                                                       |
| 27-3-2021                                                             | Cardiff                                                               | Galles                                                                | 1 – 0                                                                 | Messico                                                               | Amichevole                                                            | -                                                                     |                                                                       |
| 5-6-2021                                                              | Cardiff                                                               | Galles                                                                | 0 – 0                                                                 | Albania                                                               | Amichevole                                                            | -                                                                     |                                                                       |
| 1-9-2021                                                              | Helsinki                                                              | Finlandia                                                             | 0 – 0                                                                 | Galles                                                                | Amichevole                                                            | -                                                                     |                                                                       |
| 29-3-2022                                                             | Cardiff                                                               | Galles                                                                | 1 – 1                                                                 | Rep. Ceca                                                             | Amichevole                                                            | -                                                                     |                                                                       |
| 1-6-2022                                                              | Breslavia                                                             | Polonia                                                               | 2 – 1                                                                 | Galles                                                                | UEFA Nations League 2022-2023 - 1º turno                              | -                                                                     | 75’                                                                   |
| 5-6-2022                                                              | Cardiff                                                               | Galles                                                                | 1 – 0                                                                 | Ucraina                                                               | Qual. Mondiali 2022                                                   | -                                                                     | 90+3’                                                                 |
| 8-6-2022                                                              | Cardiff                                                               | Galles                                                                | 1 – 2                                                                 | Paesi Bassi                                                           | UEFA Nations League 2022-2023 - 1º turno                              | 1                                                                     |                                                                       |
| 11-6-2022                                                             | Cardiff                                                               | Galles                                                                | 1 – 1                                                                 | Belgio                                                                | UEFA Nations League 2022-2023 - 1º turno                              | -                                                                     | 61’ 68’                                                               |
| 22-9-2022                                                             | Bruxelles                                                             | Belgio                                                                | 2 – 1                                                                 | Galles                                                                | UEFA Nations League 2022-2023 - 1º turno                              | -                                                                     | 84’                                                                   |
| 25-9-2022                                                             | Cardiff                                                               | Galles                                                                | 0 – 1                                                                 | Polonia                                                               | UEFA Nations League 2022-2023 - 1º turno                              | -                                                                     | 42’ 58’                                                               |
| Totale                                                                |                                                                       | Presenze                                                              | 13                                                                    |                                                                       | Reti                                                                  | 1                                                                     |                                                                       |